# Malta hospitalária
```
   |-
       |
Erro:
:  
valor não especificado para "
nome_comum
"

   |-
       | 
Erro:
:  
valor não especificado para "
continente
"
```

Malta hospitalária, oficialmente o Estado Monástico da Ordem de Malta e conhecido na história de Malta como o Período dos Cavaleiros (em maltês:  Żmien il-Kavallieri, "Tempo dos Cavaleiros"), foi uma política que existiu entre 1530 e 1798, quando as ilhas mediterrâneas de Malta e Gozo eram governadas pela Ordem de São João de Jerusalém. Era formalmente um estado vassalo do Reino da Sicília e surgiu quando o imperador Carlos V concedeu as ilhas, bem como a cidade de Trípoli, na Líbia moderna, à Ordem, após a perda de Rodes em 1522. Trípoli sob domínio hospitalário foi perdida para o Império Otomano em 1551, mas uma tentativa otomana de tomar Malta em 1565 falhou.
Após o cerco de 1565, a Ordem decidiu se estabelecer permanentemente em Malta e começou a construir uma nova capital, Valeta. Nos dois séculos seguintes, Malta passou por uma Era de Ouro, caracterizada pelo florescimento das artes, arquitetura e uma melhoria geral na sociedade maltesa. Em meados do século XVII, a Ordem era proprietária de jure de algumas ilhas do Caribe, tornando-se o menor estado a colonizar as Américas.
A Ordem começou a declinar na década de 1770 e foi severamente enfraquecida pela Revolução Francesa em 1792. Em 1798, as forças francesas comandadas por Napoleão invadiram Malta e expulsaram a Ordem, resultando na ocupação francesa de Malta. Os malteses eventualmente se rebelaram contra os franceses, e as ilhas se tornaram um protetorado britânico em 1800. Malta deveria ser devolvida à Ordem pelo Tratado de Amiens em 1802, mas os britânicos permaneceram no controle e as ilhas tornaram-se formalmente uma colônia britânica pelo Tratado de Paris em 1814.

## Século XVI

### Primeiros anos
A Ordem de São João foi expulsa de sua base em Rodes durante o cerco otomano de 1522. Depois de sete anos se mudando de um lugar para outro na Europa, os Cavaleiros se estabeleceram em 1530 quando o imperador Carlos V, como rei da Sicília, deu a eles Malta, Gozo e o porto norte-africano de Trípoli em feudo perpétuo em troca de um taxa anual de um único falcão maltês, que deveriam enviar no Dia de Finados ao representante do rei, o vice-rei da Sicília.
A Ordem se estabeleceu na cidade de Birgu e fez dela sua capital. A antiga fortaleza conhecida como Castrum Maris foi reconstruída como Forte de Santo Ângelo, as defesas da cidade foram fortalecidas e muitos novos edifícios foram construídos. A Ordem logo começou a cunhar suas próprias moedas quando se estabeleceu em Malta.
Os Hospitalários continuaram suas ações contra os muçulmanos e especialmente contra os piratas berberes. Embora tivessem apenas alguns navios, eles rapidamente atraíram a ira dos otomanos, que ficaram descontentes ao ver a ordem reassentada. Em julho de 1551, as forças otomanas tentaram assumir o Forte de Santo Ângelo e mais tarde Mdina, mas viram que estavam em menor número e invadiram Gozo vários dias depois. Eles navegaram para Trípoli e capturaram a cidade em agosto. Após esses ataques, a Ordem tentou repovoar Gozo e fortalecer as fortificações do Grão-Porto. Vários fortes, incluindo o Forte de Santo Elmo e São Miguel, foram construídos, e a cidade de Senglea começou a se desenvolver em torno deste último forte.
Em algum momento entre 1551 e 1556, um tornado atingiu Malta, destruiu pelo menos quatro galés da Ordem e matou 600 pessoas. Este é o pior desastre natural que já ocorreu em Malta e um dos tornados mais mortíferos da história.
Em 1553, Carlos V ofereceu uma terceira posse à Ordem, a cidade de Mádia na atual Tunísia. No entanto, a Ordem recusou-se a assumir o controle da cidade, pois a comissão que foi criada decidiu que seria muito caro mantê-la. Portanto, o imperador ordenou ao vice-rei da Sicília, Juan de Vega, que destruísse Mádia para impedir a ocupação muçulmana. De Vega queimou Mádia, mas retaliou contra Malta por não aceitar a cidade e proibiu a exportação de trigo para a ilha. Para combater isso, o Grão-Mestre Sengle trouxe o engenheiro Vincenzo Vogo para Malta para atualizar os moinhos para que a população não morresse de fome. Autores como Giovanni Francesco Abela afirmam que, após a Batalha de Verbia em 1561, a Ordem pode ter ganhado um estado-fantoche na Moldávia, que foi governada pelo nativo de Malta Iacob Heraclid até 1563; sua avaliação permanece contestada.

### Grande cerco e rescaldo

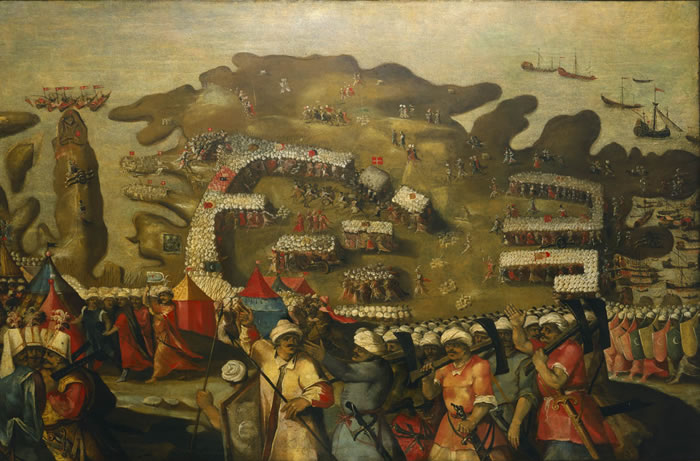
O Cerco de Malta em 1565: Chegada da frota turca, de Matteo Perez d'Aleccio

Em 1565, Suleiman enviou uma força de invasão de cerca de 40.000 homens para sitiar os 700 cavaleiros e 8.000 soldados e expulsá-los de Malta e obter uma nova base para possivelmente lançar outro ataque à Europa. A princípio, a batalha foi tão ruim para os Hospitalários quanto Rodes: a maioria das cidades foi destruída e cerca de metade dos cavaleiros mortos. Em 18 de agosto, a situação dos sitiados estava se tornando desesperadora: diminuindo diariamente em número, eles estavam ficando fracos demais para manter a longa linha de fortificações. Mas quando seu conselho sugeriu o abandono de Birgu e Senglea e a retirada para o Forte de Santo Ângelo, o Grão-Mestre Jean Parisot de Valette recusou.
O vice-rei da Sicília não havia enviado ajuda; possivelmente as ordens do vice-rei de Filipe II da Espanha foram redigidas de forma tão obscura que colocou sobre seus próprios ombros o ônus da decisão de ajudar os Cavaleiros às custas de suas próprias defesas. Uma decisão errada pode significar a derrota e expor a Sicília e Nápoles aos otomanos. Ele havia deixado seu próprio filho com De Valette, então dificilmente poderia ficar indiferente ao destino da fortaleza. Qualquer que tenha sido a causa de seu atraso, o vice-rei hesitou até que a batalha quase foi decidida pelos esforços sem ajuda dos cavaleiros, antes de ser forçado a se mover pela indignação de seus próprios oficiais.

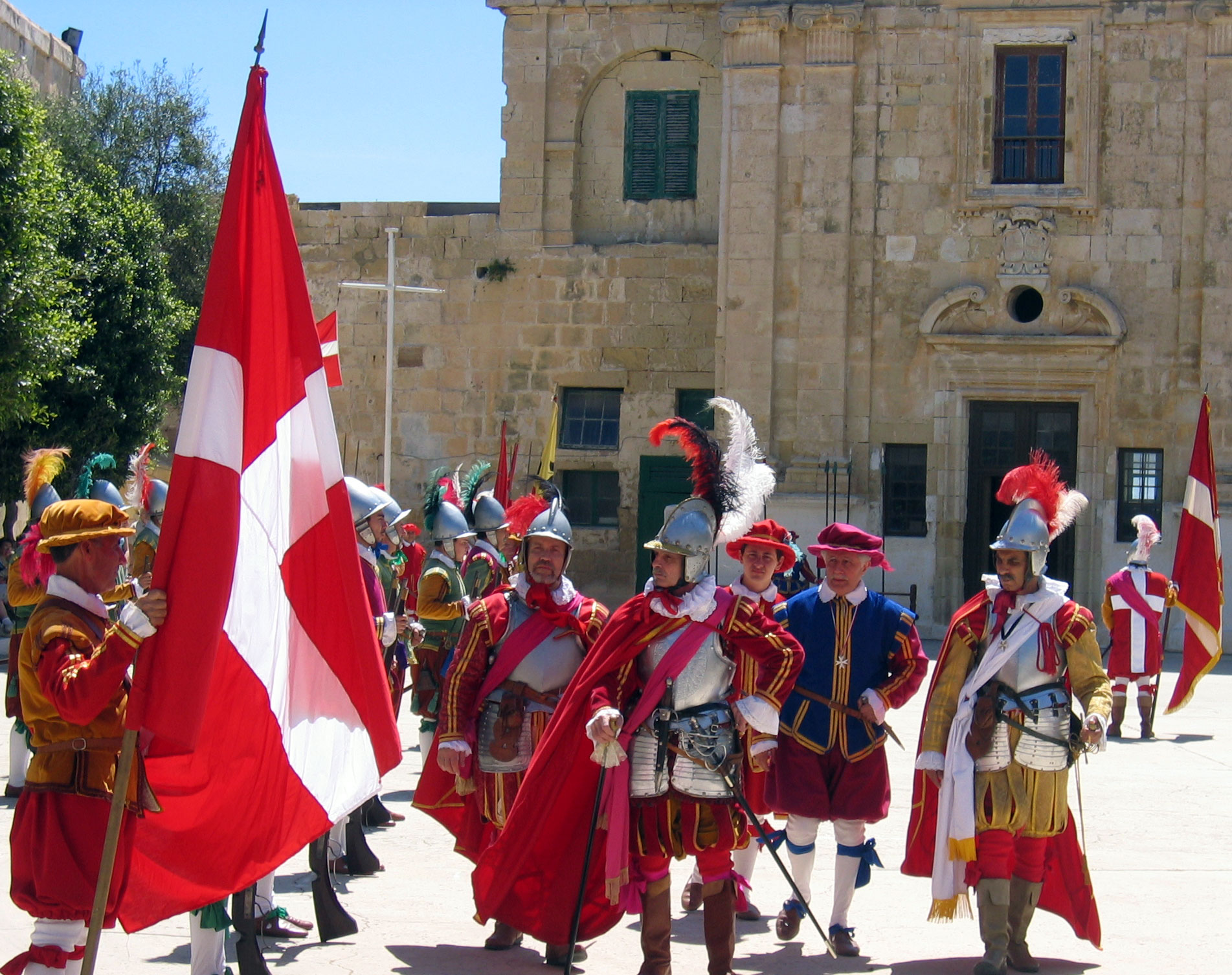
Reencenação dos exercícios militares dos Cavaleiros no Forte de Santo Elmo em 2005.

Em 23 de agosto ocorreu outro grande ataque, o último esforço sério, como ficou provado, dos sitiantes. Foi lançado para trás com a maior dificuldade, mesmo os feridos participando da defesa. A situação das forças turcas, no entanto, agora era desesperadora. Com exceção do Forte de Santo Elmo, as fortificações ainda estavam intactas. Trabalhando noite e dia, a guarnição havia consertado as brechas, e a captura de Malta parecia cada vez mais impossível. Muitas das tropas otomanas em alojamentos lotados adoeceram durante os terríveis meses de verão. A munição e a comida estavam começando a escassear, e as tropas otomanas estavam ficando cada vez mais desanimadas com o fracasso de seus ataques e suas perdas. A morte em 23 de junho do habilidoso comandante Dragute, corsário e almirante da frota otomana, foi um duro golpe. Os comandantes turcos, Piale Paxá e Lala Mustafá Paxá, foram descuidados. Eles tinham uma enorme frota que usaram com sucesso em apenas uma ocasião. Eles negligenciaram suas comunicações com a costa africana e não fizeram nenhuma tentativa de vigiar e interceptar os reforços sicilianos.
Em 1º de setembro eles fizeram seu último esforço, mas o moral das tropas otomanas havia se deteriorado seriamente e o ataque foi fraco, para grande encorajamento dos sitiados, que agora começaram a ver esperanças de libertação. Os perplexos e indecisos otomanos souberam da chegada de reforços sicilianos na baía de Mellieħa. Sem saber que a força era muito pequena, eles romperam o cerco e partiram em 8 de setembro. O Grande Cerco de Malta pode ter sido a última ação em que uma força de cavaleiros obteve uma vitória decisiva.

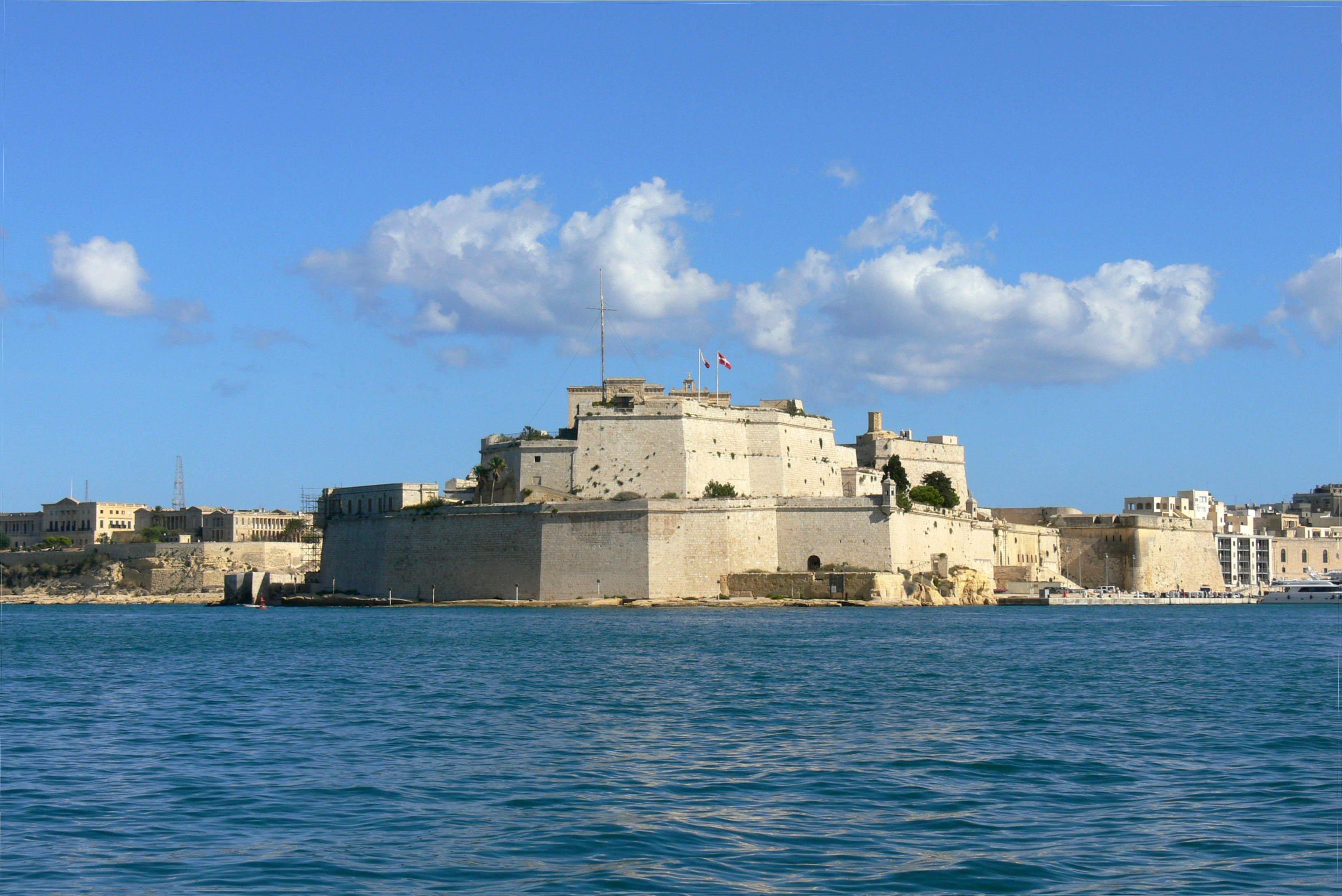
Vista do Forte Santo Ângelo.

Quando os otomanos partiram, os hospitalários tinham apenas 600 homens capazes de portar armas. A estimativa mais confiável coloca o número do exército otomano em seu auge em cerca de 40.000 homens, dos quais 15.000 acabaram retornando a Constantinopla. O cerco é retratado vividamente nos afrescos de Matteo Perez d'Aleccio no Salão de São Miguel e São Jorge, também conhecido como Sala do Trono, no Palácio do Grão-Mestre em Valletta; quatro dos modelos originais, pintados a óleo por Perez d'Aleccio entre 1576 e 1581, podem ser encontrados no Cube Room da Queen's House em Greenwich, Londres.
Após o cerco, uma nova cidade foi construída, Valeta, que recebeu esse nome em memória do Grão-Mestre que resistiu ao cerco. Tornou-se a sede da Ordem em 1571 e continua a ser a capital de Malta até hoje.
Em 1574, a Inquisição Romana foi estabelecida em Malta quando o Papa Gregório XIII enviou Pietro Dusina como mediador entre o Grão-Mestre e o Bispo. Esta inquisição substituiu a antiga inquisição medieval em Malta, dirigida pelo bispo de Palermo.
Em 1581, houve uma crise entre o Convento Geral da Ordem e o Grão-Mestre, Jean de la Cassière. Isso se transformou em um motim no qual la Cassière foi confinado no Forte de Santo Ângelo e o cavaleiro Mathurin Romegas foi eleito Grão-Mestre. O Papa Gregório XIII enviou o enviado Gaspare Visconti para resolver a disputa, e la Cassière e Romegas foram convocados a Roma para explicar e defender o caso. Romegas morreu uma semana depois de chegar a Roma, e la Cassière foi restaurado em sua posição como Grão-Mestre. No entanto, ele também morreu dentro de um mês em Roma, encerrando assim a disputa. Em janeiro de 1582, Hugues Loubenx de Verdalle foi eleito Grão-Mestre.

## Século XVII

### Projetos

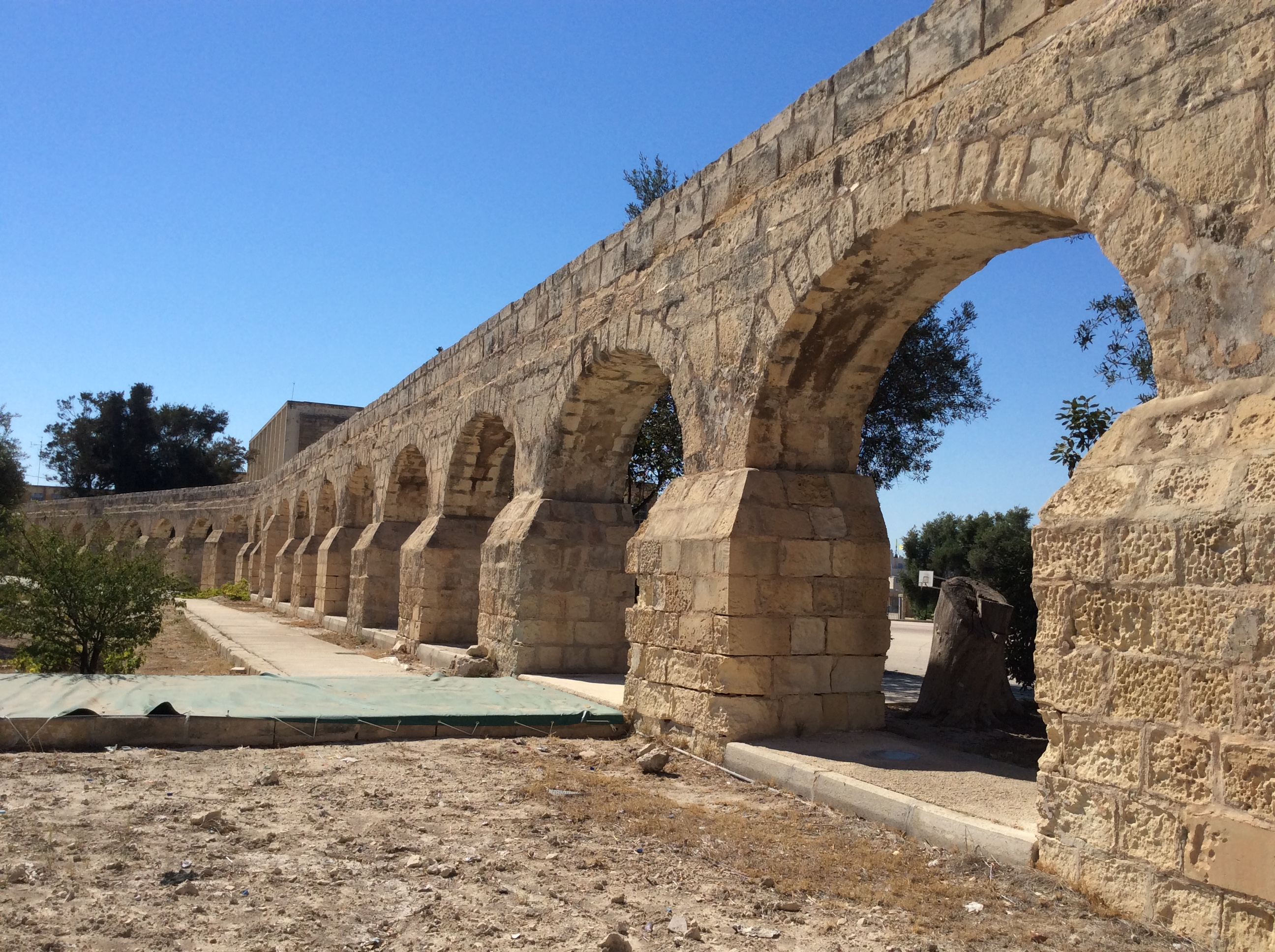
Aqueduto Wignacourt em Birkirkara

Entre 1610 e 1615, o Aqueduto Wignacourt foi construído para transportar água de Dingli e Rabat para a capital Valeta. Este aqueduto permaneceu em uso até o início do século 20, e a maioria de seus arcos ainda sobrevivem.
Ao longo do século XVII, as fortificações de Malta também foram melhoradas. Grandes partes da Cittadella de Gozo foram completamente reconstruídas entre 1599 e 1622. A área do Grão-Porto foi fortalecida pela construção das Linhas Floriana e Santa Margherita nas décadas de 1630 e 1640, que circundavam a frente terrestre de Valletta e a de Birgu e Senglea. Mais tarde, as Linhas Cottonera foram construídas em torno das Linhas Santa Margherita entre 1670 e 1680. Devido à falta de recursos, as linhas Santa Margherita e Cottonera permaneceram inacabadas por muitos anos antes de serem concluídas. No final do século XVII, o Forte Ricasoli também foi construído para proteger a entrada do Grande Porto, enquanto o Forte Santelmo e o Forte San Angelo foram reforçados.

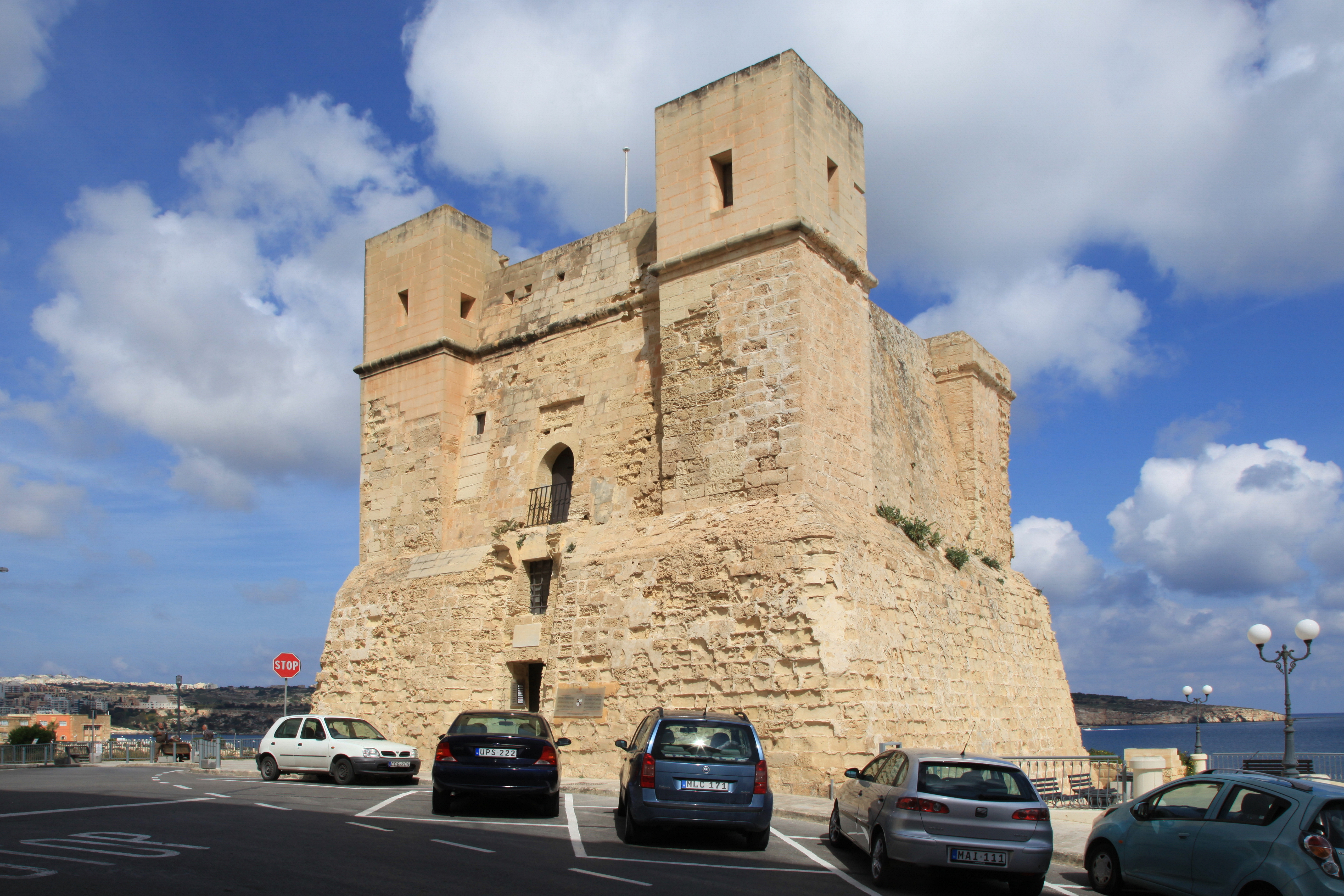
Wignacourt Tower, a mais antiga torre de vigia sobrevivente em Malta

Apesar das fortificações significativas na área do porto, no início do século XVII, a maior parte do litoral restante ainda estava indefesa. Em 1605, a Torre Garzes foi construída na ilha de Gozo. Nos anos seguintes, Alof de Wignacourt continuou a melhorar as fortificações costeiras construindo as torres de Wignacourt, uma série de seis torres de vigia abaluartadas. Durante o reinado do Grande Mestre Lascaris, várias torres menores também foram construídas. Seu sucessor de Redin mais uma vez construiu uma série de torres semelhantes. A última torre costeira a ser construída foi a Torre Isopu, que foi construída em 1667 durante o reinado de Nicolas Cotoner.
Em 1693, um terremoto danificou muitos edifícios em Malta, principalmente na antiga capital de Mdina. A catedral, que havia sido construída durante a ocupação normanda de Malta, foi posteriormente demolida e uma nova catedral barroca foi construída em seu lugar a partir de 1697.
No século XVII e início do século XVIII, a marinha da Ordem estava no auge. A Ordem, geralmente junto com outras marinhas européias, se envolveu em batalhas navais contra os otomanos, como a ação de 28 de setembro de 1644 ou a Batalha de Dardanelos em 1656. Eles também participaram da Batalha de Lepanto em 1571 sob o comando de João da Áustria. A corsaria também se tornou uma parte importante da economia maltesa até o início do século XVIII.

### Colonização

Uma Cruz de Malta é destaque no brasão de Saint Barthélemy, um legado da colonização hospitalária da ilha

A Ordem também participou da colonização das Américas. Em 21 de maio de 1651, adquiriu quatro ilhas no Caribe: São Bartolomeu, São Cristóvão, Saint Croix e São Martinho. Estes foram comprados da francesa Compagnie des Îles de l'Amérique, que acabara de ser dissolvida. A Ordem controlou as ilhas sob o governo de Phillippe de Longvilliers de Poincy até sua morte, e em 1665 as quatro ilhas foram vendidas para a Companhia Francesa das Índias Ocidentais. Isso marcou o fim da influência da Ordem fora do Mediterrâneo.

## Século XVIII

### Início do século ao reinado de Pinto

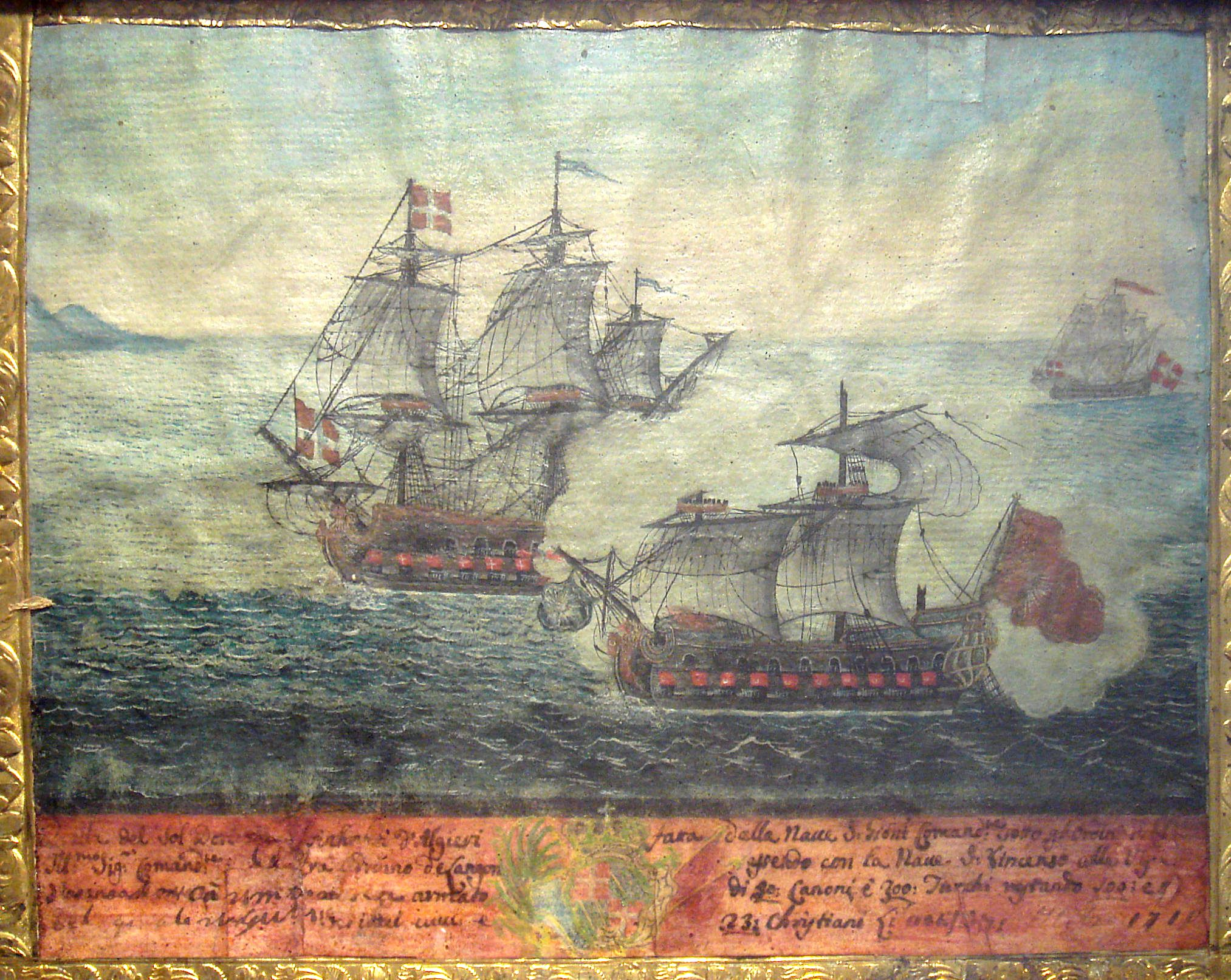
Uma batalha naval entre a marinha otomana e a frota da Ordem em 1719

Ao final da Guerra da Sucessão Espanhola, o Tratado de Utreque em 1713 concedeu a Sicília da Espanha ao Duque de Sabóia, tornando-se o novo soberano de Malta até sete anos depois, quando o Tratado de Haia reuniu Nápoles e Sicília ao imperador Carlos VI. Em 1735, durante a Guerra da Sucessão Polonesa, Carlos, Duque de Parma, derrotou os ocupantes austríacos e tornou-se Carlos VII de Nápoles e V da Sicília.
A partir de 1714, cerca de 52 baterias e redutos, juntamente com várias trincheiras, foram construídas ao longo das costas de Malta e Gozo. Outras grandes fortificações do século XVIII incluem o Forte Chambray em Gozo, construído entre 1749 e a década de 1760, e o Forte Tigné em Marsamxett, construído entre 1792 e 1795.
Ao longo do século XVIII, a arquitetura barroca era popular em Malta. Esta é maioritariamente associada aos Grandes Mestres António Manoel de Vilhena e Manuel Pinto da Fonseca, ambos portugueses. Durante o reinado de de Vilhena, a cidade de Mdina foi significativamente remodelada em estilo barroco. Outras estruturas barrocas significativas construídas durante o reinado de Vilhena incluem o Forte Manoel e o Teatro Manoel. A cidade de Floriana também começou a se desenvolver nessa época entre as Linhas de Floriana e Valletta, e recebeu o título de Borgo Vilhena do Grão-Mestre. Durante o reinado de Pinto, que durou de 1741 a 1773, o estilo barroco ainda estava em alta. Os edifícios típicos desta época incluem o Auberge de Castille e o Valletta Waterfront.

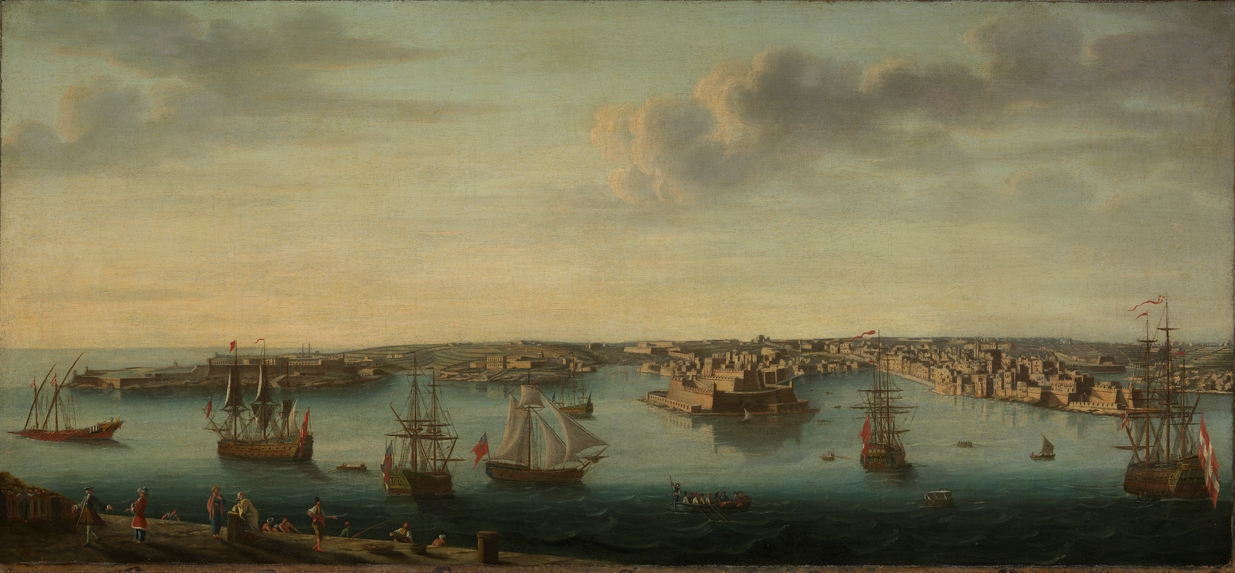
O Grão-Porto em 1750.

Em 1749, houve a Conspiração dos Escravos, na qual os escravos turcos planejavam se revoltar e assassinar Pinto, mas isso foi suprimido antes de começar devido a seus planos vazarem para a Ordem.
Em 1753, Pinto proclamou a soberania da Ordem em Malta e iniciou-se uma disputa com o Reino da Sicília sob o rei Carlos V. A disputa acabou um ano depois, em 26 de novembro de 1754, quando a Sicília e a Ordem voltaram às relações normais. Apesar disso, a Sicília não tinha mais controle sobre as ilhas maltesas e Malta sob a Ordem tornou-se efetivamente um estado soberano.

### Declínio
Nas últimas três décadas do século XVIII, a Ordem experimentou um declínio constante. Isso foi resultado de uma série de fatores, incluindo a falência resultante do governo pródigo de Pinto, que esgotou as finanças da Ordem. Devido a isso, a Ordem também se tornou impopular entre os malteses.
Em 1775, durante o reinado de Francisco Ximénez de Tejada, ocorreu uma revolta conhecida como Levante dos Padres. Os rebeldes conseguiram capturar o Forte de Santo Elmo e Saint James Cavalier, mas a revolta foi reprimida e alguns dos líderes foram executados enquanto outros foram presos ou exilados.
Em 1792, os bens da Ordem na França foram confiscados pelo Estado devido à Revolução Francesa, que levou a já falida Ordem a uma crise financeira ainda maior. Quando Napoleão desembarcou em Malta em junho de 1798, os cavaleiros poderiam ter resistido a um longo cerco, mas renderam a ilha quase sem lutar. Os franceses ocuparam Malta até 1800, quando foram expulsos por revolucionários malteses auxiliados pela Grã-Bretanha. Malta tornou-se um protetorado britânico e, embora o Tratado de Amiens declarasse que deveriam ser devolvidos à Ordem, nada se concretizou. Quando o novo grão-mestre Giovanni Tommasi exigiu que o comissário civil britânico Alexander Ball devolvesse o palácio do grão-mestre em Valeta, Ball respondeu que a Grã-Bretanha estava autorizada a continuar baseando tropas na ilha, já que algumas potências ainda não reconheciam a independência de Malta e que o palácio do governo poderia não seja desocupado.
Malta acabou se tornando uma colônia britânica em 1813 e assim permaneceu até a independência em 1964. A própria Ordem dispersou-se por toda a Europa, mas no início do século XIX redirecionou-se para causas humanitárias e religiosas. Em 1834, a Ordem, que ficou conhecida como Soberana Ordem Militar de Malta, estabeleceu sua sede em sua antiga embaixada em Roma, onde permanece até hoje.